# San Martín de las Pirámides
San Martín de las Pirámides é um município do estado de México, no México.